# Мамаканская ГЭС
Мамака́нская ГЭС — гидроэлектростанция на реке Мамакане, в Иркутской области России, у посёлка Мамакан, в десяти километрах от города Бодайбо.
Мамаканская ГЭС принадлежит АО «Мамаканская ГЭС» с 1 марта 2011 года является участником оптового рынка электроэнергии и мощности.

## Общие сведения
Мамаканская ГЭС представляет собой средненапорную плотинную гидроэлектростанцию. Сооружения гидроузла включают в себя бетонную плотину, приплотинное здание ГЭС и открытое распределительное устройство (ОРУ). Установленная мощность электростанции — 86 МВт, проектная среднегодовая выработка электроэнергии — 356 млн кВт·ч, фактическая среднегодовая выработка электроэнергии — 253 млн кВт·ч. Судопропускными сооружениями гидроузел не оборудован. Мамаканская ГЭС построена в тяжёлых природно-климатических условиях, в зоне развития многолетней мерзлоты.
Плотина гравитационная бетонная, с расширенными швами, длиной 346,65 м и максимальной высотой 57 м. Плотина разделяется на левобережную глухую плотину длиной 121,75 м, водосбросную плотину длиной 135,5 м и правобережную глухую плотину длиной 31,4 м. По гребню плотины проложен служебный автодорожный мост. В левобережной глухой плотине расположены четыре водоприёмника и турбинные водоводы диаметром 4 м. Водосбросная плотина имеет восемь пролётов шириной по 12 м, перекрываемых сегментными затворами. Пропускаемая через водосброс вода скатывается по гладкой водосливной грани плотины и отбрасывается трамплином в нижний бьеф, где в яме размыва происходит гашение её энергии. Пропускная способность водосброса составляет 2920 м³/с при на отметке нормального подпорного уровня водохранилища и 4140 м³/с при отметке форсированного подпорного уровня.
В здании ГЭС установлены четыре вертикальных гидроагрегата мощностью по 21,5 МВт, с поворотно-лопастными турбинами ПЛ 642-300-ВМ, работающими при расчётном напоре 45 м. Турбины приводят в действие гидрогенераторы ВГС-525/125-28. Гидротурбины изготовлены «Харьковским турбогенераторным заводом», генераторы — заводом «Уралэлектроаппарат». Отработавшая на гидротурбинах вода попадает в отводящий канал, отделённый от водосливной плотины разделительной стенкой, которая на длине 61 м выполнена бетонной, а далее на дине 60 м — ряжевой. Электроэнергия с генераторов на напряжении 10,5 кВ подаётся на четыре трёхфазных силовых трансформатора ТДГ-31500/110, а с них через открытое распределительное устройство с элегазовыми выключателями 110 кВ — в энергосистему.
Плотина ГЭС образует небольшое Мамаканское водохранилище площадью 10,82 км², полной и полезной ёмкостью 197 и 105 млн м³ соответственно. Длина водохранилища 30 км, ширина до 0,5 км, глубина до 45 м.
Строительство ГЭС началось осенью 1957 года, закончилось в 1963 году. Мамаканская ГЭС спроектирована институтом «Ленгидропроект».

## Экономическое значение
Мамаканская ГЭС обеспечивает электроснабжение Бодайбинского и Мамско-Чуйского промышленных узлов Иркутской области.
В настоящее время выработка электроэнергии полностью зависит от годового стока реки Мамакан. А так как годовой сток реки меняется по сезонам, то по сезонам меняется и количество вырабатываемой электроэнергии. ГЭС в летний период имеет возможность выработать энергии больше, чем её потребляют в районе. Ежегодно в период весеннего половодья и летних паводков ГЭС сбрасывает воду через плотину в нижний бьеф до 70 % годового стока реки, то есть вырабатывает энергии меньше примерно на 300 млн кВт·ч, чем могла бы. В зимнее время выработка её снижается до 4 млн кВт·ч в месяц. Дело в том, что Мамаканское водохранилище имеет небольшую ёмкость и не может создать запас воды, который позволил бы более равномерно в течение года вырабатывать электроэнергию, используя его в меженный период, когда поступающий сток не обеспечивает работу всех агрегатов на полную мощность. Из-за своей малой ёмкости водохранилище не вмещает всю воду, которая поступает в течение весенне-летнего половодья. Излишнюю воду реки Мамакан, притекающую к плотине, не успевают переработать турбины ГЭС, её сливают через водосливные затворы, следовательно, количество энергии меньше, чем могло быть получено.
При проектировании МГЭС предусматривалось строительство на реке Мамакан 2-й ГЭС (Тельмамской), которая должна была регулировать сток воды в реке, выравнивать отдачу электроэнергии МГЭС по сезонам года. В 1985 начались строительные работы на Тельмамской ГЭС. В 1993 они были остановлены из-за отсутствия финансирования.

## История строительства
Преимущество применения электроэнергии в золотодобывающей промышленности было оценено ещё в конце XIX века. На Ленских приисках с использованием ресурсов реки Бодайбо был построен первый в Сибири каскад ГЭС. Все станции, за исключением особо удалённой первой, работали на одну сеть. 30 октября 1896 года Павловская ГЭС дала первый ток. Это была первая в России электростанция, способная передавать энергию высокого напряжения (до 10 000 вольт) по воздушным линиям на расстояние до 20 километров. В начале XX века в связи с известными политическими событиями в стране и последующей затем разрухой в народном хозяйстве, станции «Лензолото» пришли в упадок. Встала острая проблема в энергоснабжении золотодобывающих предприятий Бодайбинского района и развивающейся слюдяной промышленности Мамско-Чуйского района.
Замысел строительства гидроэлектростанции на реке Мамакан возник не в 50-е годы XX века, а гораздо раньше. Исследования по изучению гидроресурсов реки Мамакан проводились по заданию «Лензолото» ещё в 1915—1917. Работами руководили вначале инженер Мрочко (имя и отчество не установлены), затем — В. Р. Шмидт. Предполагалось сооружение деривационной ГЭС с длиной канала 23 км, напором 38 м, мощностью 5400 кВт. Проектом предусматривалась полная электрификация приисков, включая дражные работы и замену дровяного отопления электрическим. Этот проект реализовать не удалось.
В конце 50-х годов XX столетия на своенравной и бурной реке Мамакан в полутора километрах от её впадения в реку Витим началось сооружение уникальной гидроэлектростанции. Уникальность станции заключалась в её строительстве в зоне вечной мерзлоты. Таких ГЭС в стране ещё не было.
Главным разработчиком проекта стало Ленинградское отделение Всесоюзного института «Гидропроект» имени С. Я. Жука (Ленгидропроект). В январе 1956 Министерство цветной металлургии СССР утвердило проектное задание, и Совет Министров СССР 20 октября 1956 принял решение начать строительство. В ноябре начались подготовительные работы. Одновременно велась доработка технического проекта. 19 апреля 1958 Министерство электростанций СССР утвердило проект, и были начаты основные работы по сооружению гидроузла. Генеральным подрядчиком строительства являлось Управление строительства Мамаканской ГЭС («Мамакангэсстрой»).
ГЭС строила в основном молодёжь, приехавшая в северный край со всех концов страны. Первыми прибыли москвичи. Затем к ним присоединились специалисты и строители Иркутской ГЭС. При строительстве были впервые применены оригинальные конструктивные, технические решения. Творческая инициатива проектировщиков и строителей ГЭС проявилась в создании облегчённой гравитационной плотины с расширенными швами, используемыми для обогрева бетона изнутри тёплым воздухом, что обеспечивает оптимальный режим в теле плотины.
Подготовка к эксплуатации ГЭС была начата во 2-й половине 1961. Она заключалась, прежде всего, в комплектовании кадров. К моменту пуска 1-го агрегата был подготовлен штат оперативных работников и большая часть ремонтного персонала. Наполнение водохранилища и пуск 1-го агрегата производились в суровых условиях зимы. В результате напряжённого, героического труда строителей 22 декабря 1961 была запущена первая турбина. Это дата и стала днём рождения Мамаканской ГЭС. Следом — 30 декабря была запущена вторая турбина. В октябре 1966 приказом Минэнерго СССР был утверждён акт Государственной комиссии по приёмке в постоянную эксплуатацию Мамаканской ГЭС.

## Модернизация
Ведётся модернизация гидроэлектростанции, в 2022 году была завершена замена оборудования распределительного устройства с переходом на элегазовые выключатели, а также обновление козлового крана на гребне плотины. Замена гидроагрегатов запланирована в 2024—2029 годах. В результате мощность станции должна возрасти до 108 МВт.

## Топографические карты
- Лист карты O-50-XIX. Масштаб: 1 : 200 000. Указать дату выпуска/состояния местности.